# Борис Грох

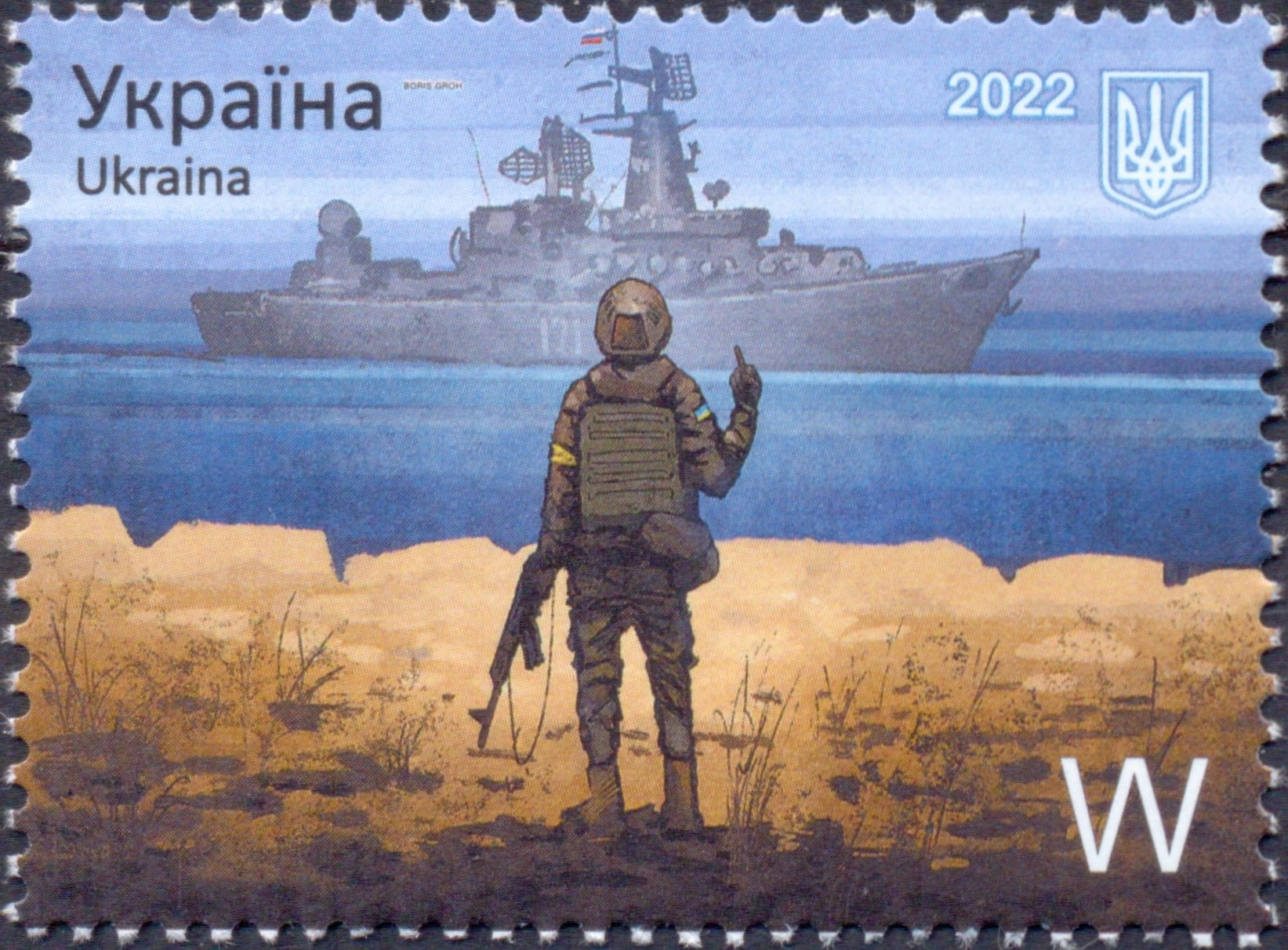
Поштова марка України (2022) за малюнком Бориса Гроха

Борис Грох (нар. Євпаторія, Україна) — український художник. Переможець народного голосування за ескіз для поштової марки «Русскій воєнний корабль, іді… !» (2022).

## Життєпис
Борис Грох народився у місті Євпаторії.
Закінчив Кримське художнє училище імені Н. С. Самокіша.
Живе у Львові.

## Творчість
Борис Грох — український художник, який працює як у цифровому форматі, так і з традиційними техніками. Більшість його робіт зображають похмурі спальні райони, населені дивними істотами. Одна з основних тем картин Гроха — це велетенський скелет, що блукає в повсякденному оточенні міського життя, проявляючи цікавість, сум і самотність.
12 серпня 2020 року, після протестів у республіці Білорусь, Борис Грох намалював портрет Лукашенка, який набув значної популярності в мережі. Художник зобразив Лукашенка з закривавленим обличчям і гострими зубами.
11 березня 2022 року Грох став переможцем конкурсу від Укрпошти на тему «Русскій воєнний корабль, іді… !», присвяченого обороні українськими військовими острова Зміїний. Винесена в тему фраза стала одним з символів боротьби з російськими окупантами.
Грох, чия творчість має меланхолійний і дистопічний характер, прагнув створити образ, що відображає дух боротьби Давида проти Голіафа, який став символом спротиву України та викликав міжнародне засудження російської агресії.
«Я хотів, щоб це було мистецьке зображення, але водночас максимально наближене до реальності. Я почав досліджувати корабель, вивчав його розміри та силует. Хотів передати образ маленької людини перед величезним невідомим ворогом, що стоїть проти гіганта», — розповідав художник.
У зображенні берега та моря він використав кольори українського прапора — жовтий і синій.
Ще до створення знаменитої марки він здобув репутацію завдяки своїм роботам, зокрема обкладинкам альбомів Lost Symphony— музичного колективу, що поєднує класичну музику та метал, заснованого мультиінструменталістом і продюсером Бенні Гудманом. Як художник, він створював оформлення для музичних альбомів, книг та ігор, співпрацюючи з Osprey Publishing, De Arma, Timeworn та іншими.